# 서울문산고속도로 (기업)
서울문산고속도로 주식회사(―汶山高速道路 株式會社)는 GS그룹이 대주주인 회사로, 2020년 11월 7일 개통한 평택파주고속도로 행주산성 분기점 ~ 내포 나들목 / 남고양 나들목 ~ 봉대산 분기점 구간을 담당하는 대한민국의 기업이다.

## 주요 연혁
- 2007년 12월 21일 : 회사 설립
- 2015년 10월 30일 : 평택파주고속도로 행주산성 분기점 ~ 내포 나들목 / 남고양 나들목 ~ 봉대산 분기점 35.2 km 구간 착공.
- 2020년 11월 7일 : 평택파주고속도로 행주산성 분기점 ~ 내포 나들목 / 남고양 나들목 ~ 봉대산 분기점 35.2 km 구간 개통.

## 같이 보기
- 평택파주고속도로
- 서서울고속도로
- 수도권서부고속도로
- GS건설
- 서부내륙고속도로